# 妖怪三国志
『妖怪三国志』（ようかいさんごくし）は、レベルファイブより2016年4月2日に発売されたニンテンドー3DS向けゲームソフト。

## 概要
2015年4月の「LEVEL5 VISION 2015」で発表され、2016年4月2日に発売された歴史シミュレーションゲーム『三國志シリーズ』とのコラボレーション作品。妖怪たちが『三國志』の各武将に扮する。コーエーテクモゲームスが開発。『妖怪ウォッチ2 元祖・本家・真打』、『妖怪ウォッチバスターズ 赤猫団&白犬隊』とも連動する。アニメ版『妖怪ウォッチ』『妖怪ウォッチ!』でも本作を題材にしたショートシリーズが放送された。

## ストーリー
さくらニュータウンで平和な日々を過ごしていたジバニャン・コマさん・USAピョン達が、あるとき図書館で見つけた『妖怪三国志』という本に吸い込まれ、さらに鎧に身を包んだ「武将妖怪」となってしまう。そして「さくら国」統一のために戦いを繰り広げることとなる。

## ゲームシステム
マス目に表示された範囲を移動し、味方と敵で順番に行動するターン制バトル。本編ゲーム同様に「ようじゅつ」「とりつく」「ひっさつわざ」が使用できる。
勝利条件には敵のリーダーを倒す、カギなどのアイテムを集めるといった様々なものがある。

## 登場キャラクター
今作では妖怪達が『三国志』の武将の力を宿した「武将妖怪」となっている。主人公は3体から選択できる。

### 主人公
ジバニャン劉備
声 - 小桜エツコ
コマさん孫策
声 - 遠藤綾
USAピョン仲達
声 - 重本ことり

### その他
ウィスパー孔明
声 - 関智一
コマじろう孫権
声 - 遠藤綾
フユニャン曹操
声 - 梶裕貴

## 連動

### 作品間連動
妖怪ウォッチ2 元祖/本家/真打
『元祖』連動でジバニャンS劉備、『本家』連動でコマさんS孫策、『真打』連動でコマじろうS孫権が出現する。
妖怪ウォッチバスターズ 赤猫団/白犬隊
『赤猫団』連動でニャン魔女卑弥呼、『白犬隊』連動でニャン騎士スサノオが出現する。

### 玩具との連動
妖怪メダル
QRコードをカメラで読み取る事で、ガシャコインやアイテムを入手できる。
「妖怪メダル三国志」の武将メダルで「さんごくしコイン」が入手できる。

## 関連作品
- 妖怪三国志 国盗りウォーズ - 後継作品であるiOS、Androidアプリ。
- 討鬼伝 - 「天狐」がコラボ登場。
- のぶニャがの野望 - 「織田のぶニャが」がコラボ登場。

## 主題歌
「ブリンブリン大旋風」
作詞・作曲 - motsu / 歌 - キング・クリームソーダ